# Naima Akef
Naima Akef (نعيمة عاكف, ur. 7 października 1929, zm. 23 kwietnia 1966) – znana egipska tancerka, która zagrała w wielu filmach w czasach tzw. Złotej Ery kina egipskiego. Urodziła się w Tancie w Delcie Nilu. Jej rodzice byli akrobatami w jednym z najbardziej znanych cyrków tych czasów – Akef Circus – który prowadzony był przez dziadka Naimy. Naima zaczęła występować w rodzinnym cyrku w wieku kilku lat i szybko dzięki swoim zdolnościom akrobatycznym zyskała uznanie.
Gdy Naima miała 14 lat trupa cyrkowa rodziny Akef przestała istnieć, Naima zaczęła występować ze swoim akrobatycznym show w kairskich klubach nocnych. Następnie rozpoczęła współpracę Badeia Masabny jako tancerka i piosenkarka, dzięki czemu została zauważona przez filmowego reżysera Abbas Kemal. Jego brat Hussein Fawzy (również reżyser filmowy) zaproponował jej rolę w jednym z jego filmów muzycznych (Aish Wal Malh), a następnie nakręcił z nią ponad 15 filmów.
W 1957 roku, na festiwalu w Moskwie, Naima została uznana za najlepszą tancerkę folklorystyczną. Siedem lat później przerwała swoją karierę, aby poświęcić się rodzinie.

## Filmografia
- Aish Wal Malh (1949)
- Lahalibo (1949)
- Baladi Wa Khafa (1949)
- Furigat (1950)
- Baba Areess (1950)
- Fataat Al Sirk (1951)
- Ya Halawaat Al Hubb (1952)
- Arbah Banat Wa Zabit (1954)
- Aziza (1955)
- Tamr Henna (1957)
- Amir El Dahaa (1964)